# اکوکس-ان-ویمئو
اکوکس-ان-ویمئو (به فرانسوی: Acheux-en-Vimeu) یک کمون در فرانسه است که در Canton of Moyenneville واقع شده‌است.

## خصوصیات
اکوکس-ان-ویمئو ۱۲٫۳۳ کیلومترمربع مساحت و ۵۰۱ نفر جمعیت دارد و ۹۲ متر بالاتر از سطح دریا واقع شده‌است.